# Hilidaura
Hilidaura is een bestuurslaag in het regentschap Nias Barat van de provincie Noord-Sumatra, Indonesië. Hilidaura telt 389 inwoners (volkstelling 2010).